# Ciro Cardoso

Ciro Flamarion Santana Cardoso (20 de agosto de 1942, Goiânia, Goiás, Brasil - 29 de junio de 2013, Río de Janeiro, Niterói, Brasil) fue un historiador brasileño.

## Carrera
Su obra cuenta con una larga bibliografía que incluye temas historiográficos y de metodología histórica, e incluso de Egiptología. Fue responsable de una significativa revisión conceptual sobre el esclavismo colonial brasileño, contribuyendo a la creación del concepto de "Producción Esclavista Colonial" en los años 80.
En la década de los 90, participó en la producción de métodos semióticos en el analisís y la interpretación de las fuentes históricas de diversos tipos. Desde el inicio de su carrera como historiador y ensayista aplicó los principios básicos del Materialismo histórico, con una línea más cerrada en un principio que con el tiempo se volvió en un marxismo más flexible centrándose en diversas interacciones interdisciplinarias.
Uno de sus primeros libros llamado "Métodos de la Historia" que escribió en conjunto con Héctor Pérez Brignoli, lo hizo muy conocido dentro del ámbito académico. Este libro sirvió como un verdadero manual sobre los métodos en que la historia se desarrolla y se investiga.

## Obra
CARDOSO, C. F. S. Um historiador fala de teoria e metodologia: Ensaios. 1. ed. Bauru: EDUSC, 2005. v. 1. 282 p. 

CARDOSO, C. F. S. A ficção Científica, Imaginário do mundo contemporâneo: Uma introdução ao gênero. 1. ed. NIterói: Vício de Leitura, 2003. v. 1. 124 p.

CARDOSO, C. F. S. Ensayos. 01. ed. San José: Editorial de la Universidad de Costa Rica, 2001. v. 01. 219 p.

CARDOSO, C. F. S.; MALERBA, J. Representações: contribuição a um debate transdisciplinar. 1. ed. Campinas: Papirus, 2000. 288 p.

CARDOSO, C. F. S. La Guyane Française (1715-1817): aspects économiques et sociaux. Contribution à l´étude des sociétés esclavagistes d´Amérique. Petit-Bourg (Guadaloupe): Ibis Rouge, 1999. 424 p.

CARDOSO, C. F. S. Deuses, múmias e ziggurats: uma comparação das religiões antigas do Egito e da Mesopotâmia. Porto Alegre: Editora Pontifícia Universidade Católica do Rio Grande do Sul, 1999. 154 p.

CARDOSO, C. F. S. (coord.); VAINFAS, R. (coord.). Dominios da Historia. Río de Janeiro: Campus, 1997. 508 p.

CARDOSO, C. F. S. Narrativa, Sentido, História. CAMPINAS: Papyrus, 1997. 272 p.

CARDOSO, C. F. S. Sete Olhares Sobre A Antiguidade. Brasilia: Editora da UnB, 1994. 224 p.

CARDOSO, C. F. S.; ARAÚJO, Paulo Henrique. Río de Janeiro. Madrid: Editorial MAPFRE, 1992. 292 p.

CARDOSO, C. F. S. (coord.). Modo de Produção Asiático: nova visita a um velho conceito. Río de Janeiro: Campus, 1990. 137 p.

CARDOSO, C. F. S. Antigüidade oriental: política e religião. San Pablo: Contexto, 1990. 77 p.

CARDOSO, C. F. S. Ensaios Racionalistas. Río de Janeiro: Campus, 1988. 117 p.

CARDOSO, C. F. S. (coord.). Escravidão e abolição no Brasil: novas perspectivas. Río de Janeiro: Jorge Zahar, 1988. 112 p.

CARDOSO, C. F. S. Escravo Ou Camponês? O Proto-Campesinato Negro Nas Américas. San Pablo: Brasiliense, 1987. 126 p.

CARDOSO, C. F. S. Sociedades do Antigo Oriente Próximo. San Pablo: Ática, 1986. v. 47.

ARDOSO, C. F. S. A Cidade-Estado Antiga. San Pablo: Ática, 1985. 95 p.

CARDOSO, C. F. S. O trabalho na América Latina Colonial. San Pablo: Ática, 1985. v. 33. 96 p.

CARDOSO, C. F. S. Economia e Sociedade Em áreas Coloniais Periféricas: Guiana Francesa e Pará (1750 - 1817). Río de Janeiro: Graal, 1984. 201 p.

CARDOSO, C. F. S. O Trabalho Compulsório Na Antigüidade. Río de Janeiro: Graal, 1984. 150 p.

CARDOSO, C. F. S. O Egito Antigo. San Pablo: Brasiliense, 1982. v. 36. 144 p.

CARDOSO, C. F. S. Uma Introdução à História. San Pablo: Brasiliense, 1981. 126 p.

CARDOSO, C. F. S. Introducción Al Trabajo de La Investigación Histórica: conocimiento, método e historia. Barcelona: Editorial Crítica, 1981. 218 p.

CARDOSO, C. F. S. América pré-colombiana. San Pablo: Brasiliense, 1981. v. 16. 120 p.

CARDOSO, C. F. S. A Afro-América: a escravidão no Novo Mundo. Río de Janeiro: Graal, 1981. v. 44. 150 p.

CARDOSO, C. F. S. (coord.). México en el siglo XIX (1821-1910): historia económica y de la estructura social. México: Nueva Imagem, 1980. 525 p.

CARDOSO, C. F. S.; PÉREZ BRIGNOLI, Héctor. Historia Económica de América Latina, Volume I - Sistemas agrários e historia colonial. 
Barcelona : Editorial Crítica, 1979. v. 1. 232 p. 

CARDOSO, C. F. S. Agricultura, Escravidão e Capitalismo. Petrópolis: Vozes, 1979. 210 p. 

CARDOSO, C. F. S.; PÉREZ BRIGNOLI, Héctor. Historia económica de América Latina, Volume II - Economías de exprotación y desarrollo capitalista. Barcelona : Crítica, 1979. v. V.2. 213 p. 

CARDOSO, C. F. S. (coord.). Formación y desarrollo de la burguesía en México, siglo XIX. México: Siglo Veintiuno, 1978. 286 p. 

CARDOSO, C. F. S.; PÉREZ BRIGNOLI, Héctor. Centroamérica y la economía Occidental (1520 - 1930). San José (Costa Rica): Editorial de la Universidad de Costa Rica, 1977. 382 p. 

CARDOSO, C. F. S.; PÉREZ BRIGNOLI, Héctor. El concepto de clases sociales: bases para una discusión. Madrid : Ayuso, 1977. 137 p. 

CARDOSO, C. F. S.; PÉREZ BRIGNOLI, Héctor. Los Métodos de La Historia. Iniciación a los problemas, métodos y técnicas de la historia demográfica, económica y social. Barcelona : Editorial Crítica, 1976. 432 p. 

CARDOSO, C. F. S. (coord.); PÉREZ BRIGNOLI, Héctor (coord.). Tendencias actuales de la historia social y demográfica. México: Secretaría de Educación Pública, 1976. 190 p. 

CARDOSO, C. F. S. (coord.); PÉREZ BRIGNOLI, Héctor (coord.). História económica y cuantificación. México: Secretaría de Educación Pública, 1976. 184 p. 

CARDOSO, C. F. S. (coord.); PÉREZ BRIGNOLI, Héctor (coord.). Perspectivas de la historiografía contemporánea. México: Secretaría de Educación Pública, 1976. v. 280. 182 p. 

CARDOSO, C. F. S. La historia como ciencia. San José (Costa Rica): Editorial Universitaria Centroamericana, 1975. 246 p.

CARDOSO, C. F. S. História da Antigüidade. Río de Janeiro: Curso Platão, 1967. 144 p.